# Poblado Aramendía
Poblado Aramendía, auch als Aramendía bezeichnet, ist eine Ortschaft in Uruguay.

## Geographie
Sie befindet sich auf dem Gebiet des Departamento Lavalleja in dessen Sektor 9.
Die nächstgelegenen größeren Ansiedlungen sind das 15 Kilometer südwestlich gelegene Pirarajá sowie die in etwa der gleichen Entfernung im Norden befindliche Stadt José Pedro Varela. Im unmittelbaren Nordwesten des Ortes findet sich der Cerro Retamosa. Hier entspringt der Arroyo Sarandí, ein kleiner Nebenfluss des Río Cebollatí.

## Infrastruktur
Die an der Ruta 8 gelegene Ortschaft beherbergt mit der Escuela No.41 eine Schule.

## Einwohner
Die Einwohnerzahl Poblado Aramendías beträgt 96 (Stand: 2011), davon 53 männliche und 43 weibliche. Für die vorhergehenden Volkszählungen der Jahre 1963, 1975, 1985 und 1996 sind beim Instituto Nacional de Estadística de Uruguay keine Daten erfasst worden.
| Jahr | Einwohner |
| ---- | --------- |
| 1996 | -         |
| 2004 | 123       |
| 2011 | 96        |

Quelle: